# Lány (district de Havlíčkův Brod)
Pour les articles homonymes, voir Lány.
Lány (en allemand : Laan) est une commune du district de Havlíčkův Brod, dans la région de Vysočina, en République tchèque. Sa population s'élevait à 54 habitants en 2020.

## Géographie
Lány se trouve à 6 km au nord-est de Chotěboř, à 20 km au nord-nord-est de Havlíčkův Brod, à 42 km au nord-nord-est de Jihlava et à 98 km à l'est-sud-est de Prague.
La commune est limitée par Maleč à l'ouest et au nord et par Libice nad Doubravou à l'est et au sud.

## Histoire
La première mention écrite de la localité date de 1556.